# 1241

## Догађаји
- 18. март — Монголи су бици код Хмељника поразили пољске војске из краковског и сандомјешког војводства и похарали напуштени Краков.

### Април
- 10. април — Монголска војска Бату кана је поразила угарску војску Беле IV у бици на реци Шајо.

## Смрти

### Мај
- 24. јун — Јован Асен II, бугарски цар

### Август
- 11. децембар — Огатај-кан, монголски кан